# Ducati 750SS Königswelle
Die Ducati 750SS ist ein von 1973 bis '74 in geringer Stückzahl gebautes Motorradmodell des italienischen Motorradherstellers Ducati. Ducati gehört inzwischen über die Tochtergesellschaften Lamborghini und Audi zum VW-Konzern.

## Rennsportlicher Hintergrund
Dieses Motorrad basierte auf der 750-cm³-Rennmaschine, mit der der britische Rennfahrer Paul Smart 1972 das 200-Meilen-Rennen von Imola gewann. Von der bisherigen Straßenmaschine 750GT, einem Sporttourer, unterschied sich die 750SS durch die Zwangssteuerung („Desmodromik“) der Ventile und durch verbesserte Bremsen.

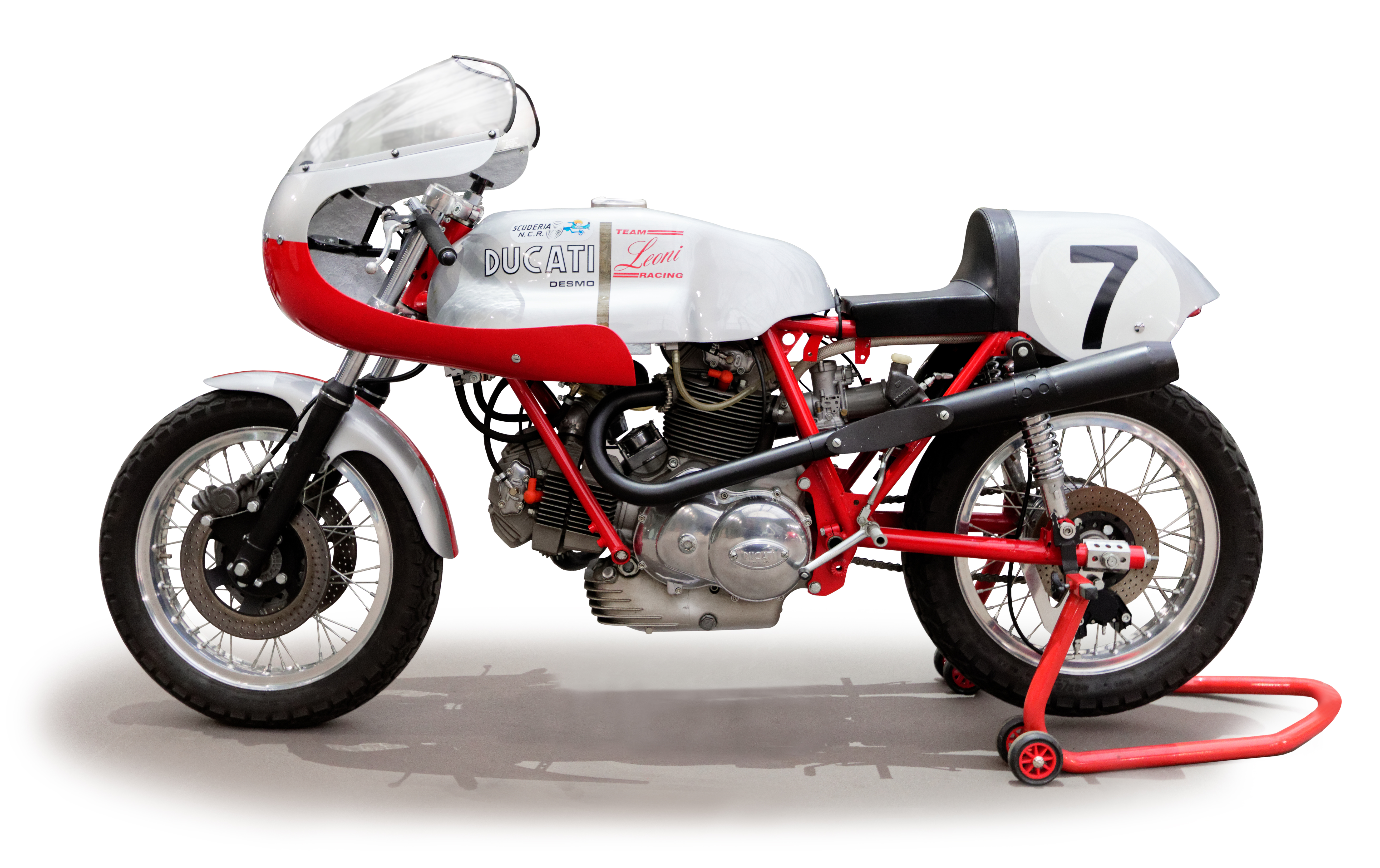
Ducati Formula 750 SS von 1974 in der Rennversion „Corse“

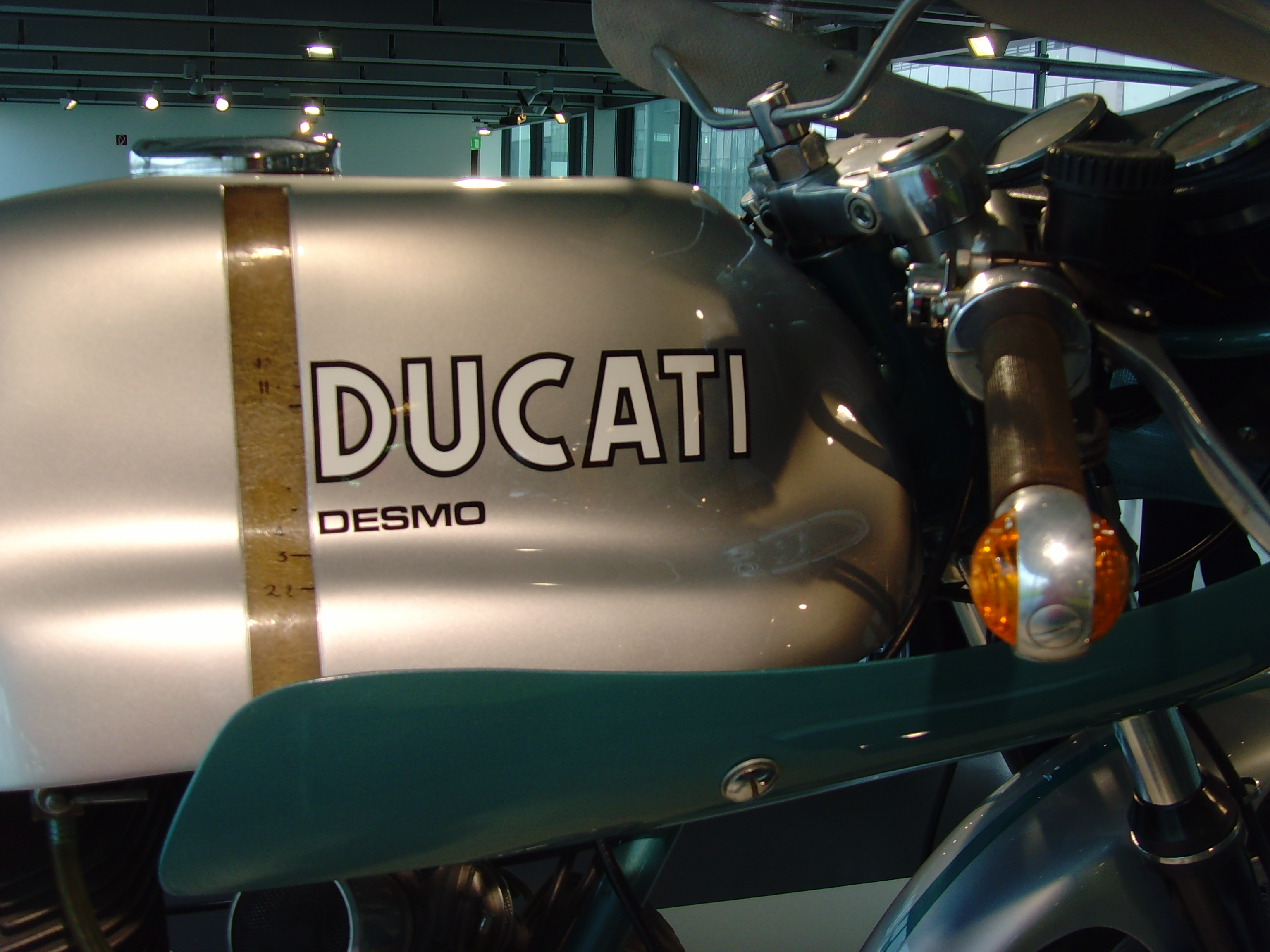
Autostadt Wolfsburg – motorrad ikonen – Ducati 750 Super Sport Desmo 1974 2 Man erkennt den am Lenkerende angebrachten Blinker („Ochsenauge“)

Nach dem Sieg in Imola wurde von Ducati beschlossen, eine Straßenausführung der Rennmaschine in Kleinserie zu produzieren. Zunächst waren nur 25 Motorräder vorgesehen. Die 750SS wurden in Handarbeit von den Mechanikern in der Rennabteilung gefertigt; für den Zusammenbau eines Motors wurden 8 Stunden veranschlagt. Die Nachfrage war dann weltweit so groß, dass 1973 und 1974 insgesamt 411 Exemplare mit dem Motor mit runden Gehäusedeckeln gebaut, der auf dem Modell 750GT basierte. Später wurde die Produktion mit dem eckigen Motor, basierend auf dem der 860GT, aber mit 750 cm³ Hubraum, weitergeführt. Die meisten Exemplare wurden von Privatrennfahrern gekauft und zu Rennmaschinen umgebaut.

## Technik
Der Zweizylinder-V-Motor entwickelt eine Nennleistung von 53 kW (72 PS) bei 9500/min aus einem Hubraum von 748 cm³. Die Verdichtung liegt bei 9,8. Der Ventilwinkel liegt bei 80°, was bis auf den Zylinderkopf der 100 Gran Sport, genannt Marianna zurückgeht. Die Ölwanne fasst 4,5 l. Die Nadellager des Motors gelten als sehr empfindlich. Der Zylinderwinkel beträgt 90°. Es wurden 40-mm-Dell’Orto-Vergaser mit Beschleunigerpumpen und Einlasstrichtern ohne Luftfilter verwendet; Siebe vor den Einlasstrichtern verhindern das Ansaugen von grobem Schmutz.
Das Fünfganggetriebe wird von rechts geschaltet. Der erste Gang liegt abweichend vom sonst üblichen Schaltschema bei Motorrädern oben. Die Kupplung erfordert hohe Bedienkräfte. Die Schalldämpfung der Conti-Auspuffanlage war gering, das Motorrad ist also recht laut. 1975 wurde die Höchstgeschwindigkeit auf dem Hockenheimring von den Testfahrern der Zeitschrift DAS MOTORRAD mit 216,7 km/h ermittelt. Die Beschleunigung von 0 bis 100 km/h dauerte nur 3,7 Sekunden. Das Motorrad kam aus Italien in einer Kiste und wurde für die Testzwecke in Deutschland von den Mitarbeitern der Zeitschrift DAS MOTORRAD zusammengebaut. Der Test ging über insgesamt 10.000 km.
Es wurde ein unten offener Stahl-Doppelrohrrahmen verwendet. Der Motor ist mittragend. Die vordere Gabel ist von der Firma Marzocchi, die dreifach verstellbaren Feder-Dämpfer-Einheiten an der Schwinge hinten sind von Ceriani.
Die 750SS hat eine Halbverschalung, einen Tank und einen Sitzhöcker aus GFK. Der Rahmen ist türkis lackiert, wie die untere Hälfte der Halbverschalung. Der andere Teil der Verschalung, das Schutzblech, der 20-L-Tank und der Sitzhöcker sind weiß-silbern. Das Aussehen (bis auf die Farben) wurde später für die 900SS übernommen.